# Folkare tingslag
Folkare tingslag var ett tingslag i sydöstra Dalarna i Kopparbergs län. 
Tingslaget hörde före 1799 till Västerdalarnas domsaga, mellan 1799 och 1858 till Kopparbergslagen och Näsgårds läns domsaga och från 1858 till Hedemora domsaga.

## Socknar
Tingslaget omfattade följande socknar:
- Avesta socken
- By socken
- Folkärna socken
- Garpenbergs socken; till 1860
- Grytnäs socken